# جراتسيا دي مارزا
جراتسيا دي مارزا (18 يناير 1922 - 17 أبريل 1993)، هي ممثلة إيطالية، وُلدت في كاتانيا، بجزيرة صقلية، في إيطاليا، وظهرت في عدد من الأعمال الفنية، مثل فيلم «The Beast عام 1970»، وفيلم «Malicious) عام 1973».

## وصلات خارجية
جراتسيا دي مارزا على موقع IMDb (الإنجليزية)
- جراتسيا دي مارزا على موقع قاعدة بيانات الفيلم (الإنجليزية)